# عبدالله دفتری
عبدالله دفتری (۱۲۸۲ تهران - ۱۳۳۲) از کارگزاران مالی و اقتصادی دوره پهلوی بود.
پدرش میرزا محمود خان عین‌الممالک از رجال دوران قاجار و قضات بلندپایه دوره پهلوی، عمویش دکتر محمد مصدق و برادر بزرگترش دکتر احمد متین دفتری نخست‌وزیر ایران در دوره رضا شاه بود.
عبدالله دفتری پس از پایان تحصیلات متوسطه در تهران به فرانسه رفت و پس از دریافت دکترای حقوق از دانشگاه پاریس به ایران بازگشت و در وزارت مالیه استخدام شد. دفتری در وزارت دارایی تا مدیرکلی پیش رفت و در سال ۱۳۲۱ که ابوالحسن ابتهاج به ریاست بانک ملی رسید، دفتری را معاون خود کرد.
دفتری تا آبان ۱۳۲۹ که در کابینه سپهبد رزم‌آرا وزیر اقتصاد ملی شد، معاون بانک ملی بود. پس از قتل رزم‌آرا در اسفند ۱۳۲۹ به خدمات بانکی بازگشت. پیش از آنکه در سانحه رانندگی فوت کند، نماینده بانک جهانی در ایران بود.